# Podatki w Wielkiej Brytanii
Brytyjski system podatkowy, podobnie jak całe brytyjskie prawodawstwo jest wynikiem długotrwałej ewolucji trwającej od średniowiecza. Opiera się on zarówno na prawie ustawowym jak i na licznych precedensach, które w dużej mierze wyznaczają kierunek jego rozwoju.
Organem administracji rządowej dokonującym poboru podatków, prowadzącym ewidencję podatników oraz nadzorującym przestrzeganie przepisów podatkowych jest urząd HM Revenue and Customs. W jego jurysdykcji znajduje się obecnie całość spraw fiskalnych Zjednoczonego Królestwa (nie licząc obszarów autonomicznych).

## Podatki bezpośrednie (direct taxes)
- income tax (IT) – podatek dochodowy od osób fizycznych. W Wielkiej Brytanii naliczany jest z zastosowaniem progresywnej skali podatkowej z kwotą wolną od podatku (personal allowance ). Tym podatkiem objęte są także osoby prowadzące własną działalność gospodarczą. Podatek dochodowy uiszczany jest raz w ciągu roku (bez zaliczek miesięcznych czy kwartalnych). W 2020 kwota wolna od podatku wyniosła £12 500. Od tej kwoty do osiągnięcia £50 000 naliczany jest podatek w wysokości 20%, przy zarobkach £50 001 – £150 000 podatek wynosi 40% a powyżej tej wartości 45%.[1]
- national insurance contributions (NIC) – składka ubezpieczenia społecznego National Insurance (klasy pierwszej i czwartej) posiada cechy podatku dochodowego. Jest pobierana wraz z podatkiem jako procent dochodu. W roku podatkowym 2007/08 wynosiła ona w przypadku osób pozostających w stosunku pracy 11% (plus 12,8% ze strony pracodawcy) z kwotą wolną identyczną jak w przypadku podatku dochodowego. W przypadku osób prowadzących działalność gospodarczą stawka ubezpieczenia społecznego wynosi 8 procent dochodu netto. Dla dochodów powyżej 33540 funtów rocznie stawka składki ubezpieczenia społecznego wynosi 1%.
- corporation tax (CT) – podatek dochodowy od osób prawnych. Jego stawka to 19%.[2]
- capital gains tax (CGT) – podatek od dochodów kapitałowych.
- inheritance tax – podatek spadkowy.
- stamp duty – „opłaty stemplowe” od zakupu nieruchomości i akcji giełdowych.

## Podatki pośrednie (indirect taxes)
- value added tax (VAT) – podatek od towarów i usług. W 2020 wynosi 20%. Został podwyższony 4 stycznia 2011 ze wcześniejszej stawki wynoszącej 17,5%.[3]
- excise – podatek akcyzowy.
- customs duty – cło.